# 山田早輝子
山田 早輝子（やまだ さきこ）は、日本とアメリカ合衆国の実業家。SPLENDENT MEDIA代表取締役社長、株式会社FOOD LOSS BANK（フードロスバンク）代表取締役社長、株式会社NJcreation（エヌジェイクリエイション）代表取締役、日本ガストロノミー学会の設立代表。

## 人物
聖心女子学院初等科・中等科・高等科を経て、聖心女子大学を卒業。住友商事での勤務を経て、2000年に渡米。アメリカ、イギリス、シンガポールで18年過ごす。
慈善活動に長く取り組み、特に持続可能性を中心とした活動において、ヨーロッパの王族の多くが会員を務める国際ガストロノミー学会（FAO,WHO,UNESCO, EU等と提携）によるアジア初の学会、日本ガストロノミー学会の設立代表として任命されるなど、複数の非営利団体や企業に、設立やボードメンバーとしての参画、アドバイザーとして関わる。
2020年に設立したFOOD LOSS BANKでは食品ロス問題に取り組み、アルマーニ銀座タワー内のレストラン「アルマーニ／リストランテ」にこれまで市場に出なかった不揃いや規格外の食材を使用した「Loss Food Menu」を登場させた。日本で始まったこの取り組みはジョルジオ・アルマーニの賛同も得て世界のアルマーニ／リストランテでの導入が検討されている。2021年にブルガリイル・チョコラートと協力して発売した数量限定の「Chocolate Gems for Sustainability（チョコレート・ジェムズ・フォー・サスティナビリティ）」では、エシカルに生産されたカカオや食品ロスを削減する国内産の原料を使用し、パッケージには伝統工芸保護の観点から佐賀の名尾和紙を使用した。

アメリカでの映像制作の経験から、日本国内でも社会問題を解決することを目的とした制作会社NJcreationを設立。2022年にLGBTQ+をテーマとして扱った作品をAmazon Primeで配信、2025年には46カ月連続で「LINEマンガ」の読者数ランキング1位を獲得した大人気作「女神降臨」の映画を制作した。

## 経歴
- 2006-2008年 ミールズ・オン・ホイールズ[5]の最年少アドバイザリーボードメンバーに就任
- 2007-2008年 南カリフォルニア日米協会[6]最年少アドバイザリーボードメンバーに就任
- 2008-2011年 サーリチャードブランソンのヴァージン・ユナイトの立ち上げ、共同チェアを務める
- 2010年 映画プロダクション会社SPLENDENT MEDIA LLCを創業[1]
- 2010年 アル・パチーノ主演・監督映画『Wilde Salomé』を手懸ける。
- 2011年 国際ガストロノミー学会によるアジア初の支部、日本ガストロノミー学会の設立代表に任命
- 2016年 ヘイデイ・フィルムズと共同プロデュースで進撃の巨人を米国ワーナー・ブラザースと契約。現在製作中。
- 2019-2020年 モナコ公国のディスティンクション大使に任命
- 2019年 ヒューマン・ライツ・ウォッチ 東京委員に就任
- 2019年 Globe-Trotterのサステイナブルアドバイザーに就任
- 2019年 GR8創業
- 2019年 The Asia’s 50 Best Restaurants公式大使に就任
- 2020年 株式会社FOOD LOSS BANKを創業、代表取締役社長に就任[1]。活動が国連のマスタークラスで採用
- 2020年 ロサンゼルス市庁CHANGE (SDG５)上級戦略アドバイザーに就任
- 2020年 佐賀県SDGsアドバイザーに就任
- 2021年 岐阜県「岐阜の宝もの」[7]認定委員に就任
- 2021年 「飛騨・美濃すぐれもの」[8]認定委員に就任
- 2021年 慶應義塾大学大学院システムデザイン・マネジメント研究科にて特別講師を務める

## 受賞歴
- 2010年 ヴーヴ・クリコ (LVMHルイ・ヴィトン・モエ・ヘネシ-グループ)「WOMAN OF INFLUENCE」award[9]に選出
- 2011年 『Wilde Salomé』がヴェネツィア国際映画祭「Jaeger LeCoultre Glory to the Filmmaker Award」を受賞
- 2021年9月 株式会社FOOD LOSS BANKの活動でSustainable Japan Award 2021[10]のSustainable Japan ESG部門 審査員特別賞を受賞[1]
- 2022年5月 スペイン国王フェリペ6世よりイサベル・ラ・カトリカ勲章（英語版）のエンコミエンダ章[2]を授与

## 登壇・講演実績
- 2019年 Salesforce World Tour Tokyo 2019[11]に登壇
- 2020年 奈良県「ガストロノミーツーリズム国際シンポジウム2020 in 奈良」[12]で講演
- 2021年 令和3年度　クールジャパン官民連携プラットフォーム　総会及びシンポジウム[13]「クールジャパン戦略の再構築と食・食文化」登壇